# Foreste secche tropicali delle Hawaii
Le foreste secche tropicali delle Hawaii sono un'ecoregione dell'ecozona oceaniana, definita dal WWF (codice ecoregione: OC0202), che si estende sulle isole delle Hawaii.

## Territorio
Per quanto a prima vista possa sembrare incredibile, nelle Hawaii si trovano anche delle foreste aride. Le foreste secche delle Hawaii ospitano un certo numero di piante specializzate nel sopravvivere in zone dove cade poca pioggia, tra cui alberi di ibisco e alcune rare specie di arbusti come il Gouania spp., attualmente rappresentato soltanto da pochi individui. Queste foreste secche, dove spesso cadono meno di 250 mm di pioggia all'anno, ospitano quasi un quarto di tutte le specie di piante native delle Hawaii. Qui si trovano anche boscaglie, distese erbose e varie piante erbacee.

## Flora
Diversamente dalle umide foreste pluviali delle Hawaii, le foreste secche si trovano soprattutto sui versanti delle montagne situati sottovento e ricevono meno di 1270 mm (e spesso meno di 250) di pioggia all'anno. Si trovano anche sulla sommità delle montagne delle isole più piccole.

## Fauna
Nonostante le foreste secche delle Hawaii presentino una vegetazione costituita da un numero inferiore di strati e una struttura relativamente più semplice di quella delle foreste pluviali, la loro biodiversità rivaleggia con quella delle foreste pluviali più produttive. Queste foreste ospitano alcuni degli alberi più rari delle Hawaii, come i bellissimi ma quasi estinti Hibiscadelphus spp. e Kokia spp. Molte delle specie di rampicanti, arbusti, alberi e uccelli che vivono in queste foreste sono minacciate. I gufi delle Hawaii (Asio flammeus sandwichensis) possono essere visti mentre vanno a caccia durante il giorno. Il palila (Loxioides bailleui), in pericolo di estinzione, è un variopinto uccello simile al fringuello, che si nutre dei semi e dei fiori degli alberi di mamame (Sophora chrysophylla) sui versanti vulcanici più alti del Mauna Kea.

## Conservazione

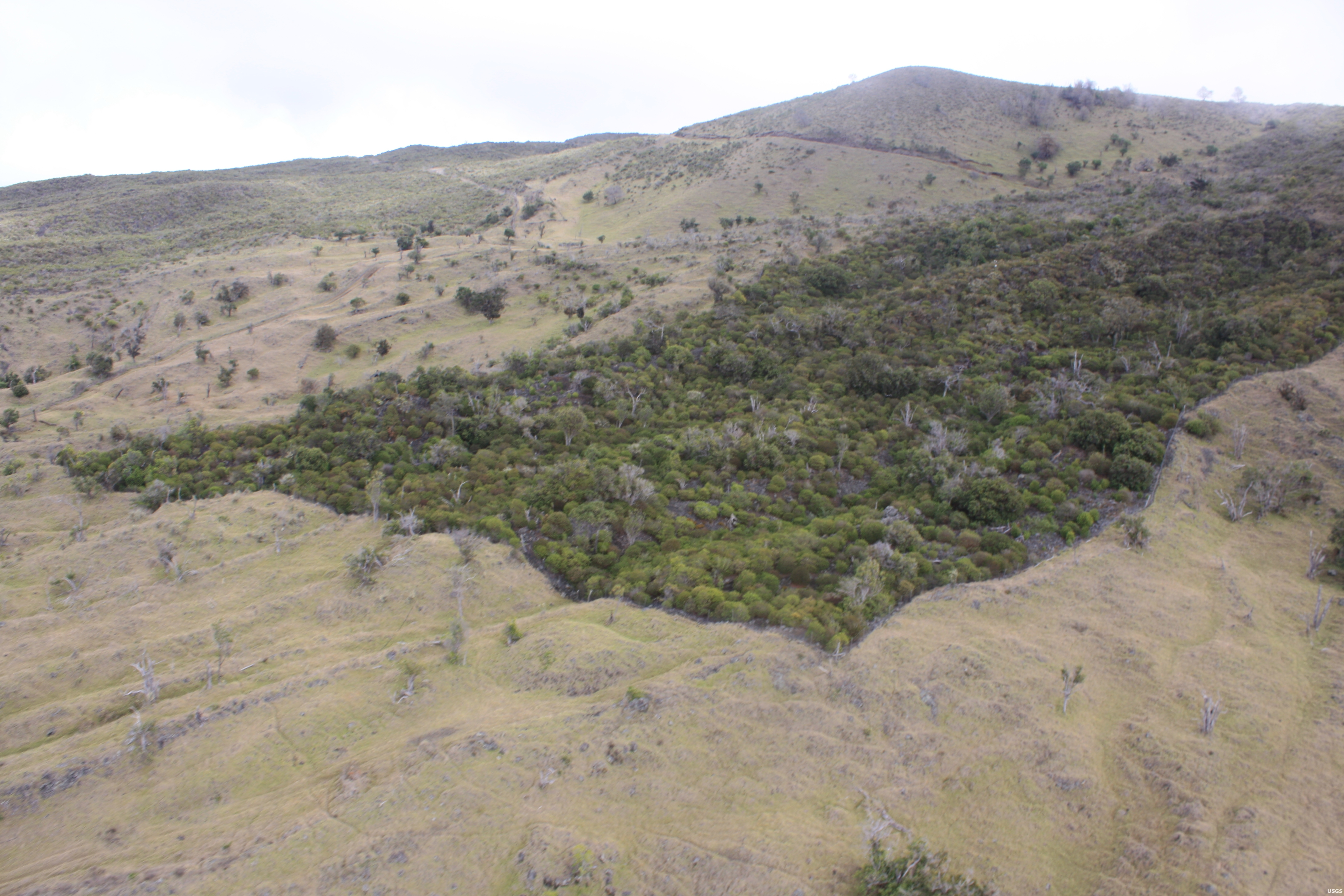
Foresta arida di Auwahi

Nonostante le Hawaii siano note soprattutto per le loro lussureggianti foreste pluviali, le foreste secche delle isole sono ambienti altrettanto preziosi - oltre ad essere maggiormente in pericolo. Il 90% delle foreste secche delle Hawaii è già andato distrutto, e le poche aree rimaste sono altamente frammentate. La deforestazione e gli incendi boschivi ebbero inizio con l'arrivo dei Polinesiani, e gli ultimi resti continuano tuttora ad andare distrutti ad opera delle infrastrutture, dell'espansione dell'agricoltura e delle terre da pascolo. Uno dei problemi maggiori delle Hawaii è correlato all'introduzione di piante e animali invasivi, come ratti, cervi e maiali, nonché del kikuyu (Pennisetum clandestinum) e del Melinis minutiflora, erbe di origine africana. I maiali sono giunti su queste isole trasportati qui dalla Polinesia e dall'Europa, e fin dal loro arrivo hanno distrutto la vegetazione nativa, provocato erosione del suolo, divorato uova e nidiacei di uccelli, diffuso piante nocive e malattie, e contaminato le sorgenti d'acqua. Nella maggior parte delle foreste secche rimaste dominano ora tussock e ratti.